# Kazanskoje (rejon wagajski)
Kazanskoje (ros. Казанское) – wieś (sieło) w Rosji, w obwodzie tiumeńskim, w rejonie wagajskim. W 2021 liczyła 392 mieszkańców.